# Gouvernement Karjalainen II
République de Finlande
Aura I  Aura II
Le gouvernement Karjalainen II est le 53ème gouvernement de la République de Finlande, qui a siégé 472 jours du 15 juillet 1970 au 29 octobre 1971.

## Composition
| Ministre                                                                                     | Période              | Parti | Parti |
| -------------------------------------------------------------------------------------------- | -------------------- | ----- | ----- |
| Premier ministre Ahti Karjalainen                                                            | 15.7.1970-29.10.1971 |       | Kesk  |
| Vice-Premier ministre Veikko Helle                                                           | 15.7.1970-29.10.1971 |       | SDP   |
| Ministre des Affaires étrangères Väinö Leskinen                                              | 15.7.1970-29.10.1971 |       | SDP   |
| Vice-Ministre des Affaires étrangères Olavi J. Mattila                                       | 16.9.1970-29.10.1971 |       | amm.  |
| Ministre de la Justice Erkki Tuominen Mikko Laaksonen Jacob Söderman                         | 15.7.1970-26.3.1971  |       | SKDL  |
| Ministre de la Justice Erkki Tuominen Mikko Laaksonen Jacob Söderman                         | 26.3.1971-30.9.1971  |       | SDP   |
| Ministre de la Justice Erkki Tuominen Mikko Laaksonen Jacob Söderman                         | 1.10.1971-29.10.1971 |       | SDP   |
| Ministre de l'Intérieur Artturi Jämsén Eino Uusitalo                                         | 15.7.1970-28.5.1971  |       | Kesk  |
| Ministre de l'Intérieur Artturi Jämsén Eino Uusitalo                                         | 28.5.1971-29.10.1971 |       | Kesk  |
| Vice-Ministre de l'Intérieur Mikko Laaksonen Jacob Söderman                                  | 26.3.1971-30.9.1971  |       | SDP   |
| Vice-Ministre de l'Intérieur Mikko Laaksonen Jacob Söderman                                  | 1.10.1971-29.10.1971 |       | SDP   |
| Ministre de la Défense Kristian Gestrin                                                      | 15.7.1970-29.10.1971 |       | RKP   |
| Ministre des Finances Carl Olof Tallgren                                                     | 15.7.1970-29.10.1971 |       | RKP   |
| Vice-Ministre des Finances Valto Käkelä                                                      | 15.7.1970-29.10.1971 |       | SDP   |
| Ministre de l'Éducation Jaakko Itälä                                                         | 15.7.1970-29.10.1971 |       | LKP   |
| Vice-Ministre de l'Éducation Meeri Kalavainen                                                | 15.7.1970-29.10.1971 |       | SDP   |
| Ministre de l'Agriculture Nestori Kaasalainen                                                | 15.7.1970-29.10.1971 |       | ML    |
| Ministre des Transports Veikko Saarto Kalervo Haapasalo                                      | 15.7.1970-26.3.1971  |       | SKDL  |
| Ministre des Transports Veikko Saarto Kalervo Haapasalo                                      | 26.3.1971-29.10.1971 |       | SDP   |
| Ministre du Commerce et de l'Industrie Arne Berner                                           | 15.7.1970-29.10.1971 |       | LKP   |
| Vice-Ministre du Commerce et de l'Industrie Kalervo Haapasalo Olavi Salonen Olavi J. Mattila | 15.7.1970-26.3.1971  |       | SDP   |
| Vice-Ministre du Commerce et de l'Industrie Kalervo Haapasalo Olavi Salonen Olavi J. Mattila | 26.3.1970-29.10.1971 |       | SDP   |
| Vice-Ministre du Commerce et de l'Industrie Kalervo Haapasalo Olavi Salonen Olavi J. Mattila | 16.9.1970-29.10.1971 |       | amm.  |
| Ministre des Affaires sociales Anna-Liisa Tiekso Pekka Kuusi                                 | 15.7.1970-26.3.1971  |       | KP    |
| Ministre des Affaires sociales Anna-Liisa Tiekso Pekka Kuusi                                 | 26.3.1971-29.10.1971 |       | KP    |
| Vice-Ministre des Affaires sociales Katri-Helena Eskelinen Arne Berner                       | 15.7.1970-29.10.1971 |       | ML    |
| Vice-Ministre des Affaires sociales Katri-Helena Eskelinen Arne Berner                       | 22.7.1970-29.10.1971 |       | LKP   |